# Сједињене Америчке Државе на Зимским олимпијским играма 2018.
Сједињене Америчке Државе учествује на Зимским олимпијским играма 2018. које се одржавају у Пјонгчанг у Јужној Кореји од 9. до 25. фебруара 2018. године. Олимпијски комитет САД-а послао је највећи тим на ЗОИ до сада, 242 квалификованих спортиста у петнаест спортова. 

## Освајачи медаља

### Злато
- Редмонд Џерард — Сноубординг, слоупстајл
- Џејми Андерсон — Сноубординг, слоупстајл
- Клои Ким — Сноубординг, халфпајп
- Шон Вајт — Сноубординг, халфпајп
- Микејла Шифрин — Алпско скијање, велеслалом
- Кикан Рандал, Џесика Дигинс — Скијашко трчање, спринт екипно
- Дејвид Вајз — Слободно скијање, халфпајп
- Женска репрезентација Сједињених Америчких Држава у хокеју на леду
- Џон Шустер, Тајлер Џорџ, Мет Хамилтон, Џон Ландстајнер, Џо Поло — Керлинг, мушки турнир

### Сребро
- Крис Маздер — Санкање, појединачно
- Џон-Хенри Кругер — Брзо клизање на кратким стазама, 1000 м
- Ник Гепер — Слободно скијање, слоупстајл
- Елана Мајерс, Лорен Гибс — Боб, двосед
- Џејми Андерсон — Сноубординг, биг ер
- Алекс Ферејра — Слободно скијање, халфпајп
- Микејла Шифрин — Алпско скијање, алпска комбинација
- Кајл Мек — Сноубординг, биг ер

### Бронза
- Нејтан Чен, Адам Рипон, Брејди Тенел, Мирај Нагасу, Алекса Симека Кнерим, Крис Кнерим, Маја Шибутани, Алекс Шибутани — Уметничко клизање, екипно такмичење
- Аријел Гоулд — Сноубординг, халфпајп
- Брита Сигорни — Слободно скијање, халфпајп
- Маја Шибутани, Алекс Шибутани — Уметничко клизање, плесни парови
- Линдси Вон — Алпско скијање, спуст
- Хедер Бергсма, Британи Боу, Миа Манганело, Карлајн Шаутенс — Брзо клизање, потера екипно

## Учесници по спортовима
| Спорт                           | Мушкарци | Жене | Укупно |
| ------------------------------- | -------- | ---- | ------ |
| Алпско скијање                  | 12       | 10   | 22     |
| Биатлон                         | 5        | 5    | 10     |
| Боб                             | 12       | 4    | 16     |
| Брзо клизање                    | 7        | 6    | 13     |
| Брзо клизање на кратким стазама | 5        | 3    | 8      |
| Керлинг                         | 5        | 5    | 10     |
| Нордијска комбинација           | 5        | 0    | 5      |
| Санкање                         | 7        | 3    | 10     |
| Скелетон                        | 2        | 2    | 4      |
| Скијашки скокови                | 4        | 3    | 7      |
| Скијашко трчање                 | 9        | 11   | 20     |
| Слободно скијање                | 15       | 14   | 29     |
| Сноубординг                     | 14       | 12   | 26     |
| Уметничко клизање               | 7        | 7    | 14     |
| Хокеј на леду                   | 25       | 23   | 48     |
| 15 спортова                     | 134      | 108  | 242    |